# Млава
Мла́ва (пол. Mława) — місто в центральній Польщі.
Адміністративний центр Млавського повіту Мазовецького воєводства.

## Демографія
Демографічна структура станом на 31 березня 2011 року:
|          | Загалом | Допрацездатний вік | Працездатний вік | Постпрацездатний вік |
| -------- | ------- | ------------------ | ---------------- | -------------------- |
| Чоловіки | 14741   | 3024               | 10348            | 1369                 |
| Жінки    | 16118   | 2907               | 9819             | 3392                 |
| Разом    | 30859   | 5931               | 20167            | 4761                 |

## Відомі люди

### Народились
- Альтер Віктор — член Української Центральної Ради.
- Паше-Озерський Микола Миколайович — радянський правознавець.
- Grzegorz Skawiński (Skawa) — польський музи́ка, продюсер.
- Вальдемар Ткачик — польський музи́ка, автор текстів.